# Matua
Matua (ros. Матуа; jap. 松輪島, Matsuwa-tō) – wyspa o powierzchni 52 km² na Oceanie Spokojnym, w archipelagu Kuryli. Administracyjnie wchodzi w skład rosyjskiego obwodu sachalińskiego.
Na wyspie znajduje się niezwykle aktywny stratowulkan – Wulkan Saryczewa.
W czasie II wojny światowej na wyspie znajdowało się lotnisko wojskowe Cesarstwa Wielkiej Japonii. Kuryle, w tym Matua, zostały włączone do ZSRR po jego zwycięstwie nad Japonią. Utworzono bazę WMF SSSR, a obecnie WMF RF. Na wyspie stacjonują podporządkowane Flocie Oceanu Spokojnego MW FR kompleksy przeciwokrętowe Bastion-P strzelające P-800.